# Полет 117 на „Ер Франс“
Полет 117 на „Ер Франс“ е редовен международен полет от летище „Париж – Орли“, Париж, Франция, до летище „Серилос“, Сантяго, Чили, с планирани междинни кацания в Лисабон (Португалия), Санта Мария (Азорските острови), Поант а Питр, (Гваделупа), Каракас (Венецуела) и Лима (Перу), управляван от „Ер Франс“. На 22 юни 1962 г. самолетът „Боинг 707-328“, който изпълнява, се разбива на хълма Дос д'Ане в Деше, Гваделупа, докато се приближава към летище Резе в Поант а Питр и причинява смъртта на всички 103 пътници и 10 членове на екипажа на борда.
Разследването не успява да определи точната причина за инцидента, но предполага, че недостатъчната метеорологична информация, предоставена на екипажа, повреда на наземното оборудване и атмосферните ефекти върху индикатора на автоматичния пеленгатор, са сред причините за катастрофата. След инцидента пилотите на „Ер Франс“ отправят критики към слабо развитите летища със съоръжения, които не са добре оборудвани за обслужване на реактивни самолети, като например това в Гваделупа.
Текс Джонстън, главен тестов пилот на „Боинг“, пише в автобиографията си, че: „Екипажите на „Ер Франс“ редовно закъсняваха (за обучение...) и понякога самолетът не беше обслужван... След много допълнително и според мен прекомерно летателно обучение главният пилот не успя да се квалифицира“. Той информира писмено главния изпълнителен директор на „Ер Франс“: „Не вярвах, че капитанът е способен да се квалифицира за 707“. По-късно пише и че „... инструктор на „Ер Франс“ квалифицира главния пилот. При второто си пътуване като капитан той пропусна заход при лошо време... и се разби в планина“.
На мястото на инцидента и към 2025 г. има отломки, където през 2002 г. е поставен паметник в чест на 40-ата годишнина от катастрофата.